# Preis der Leipziger Buchmesse

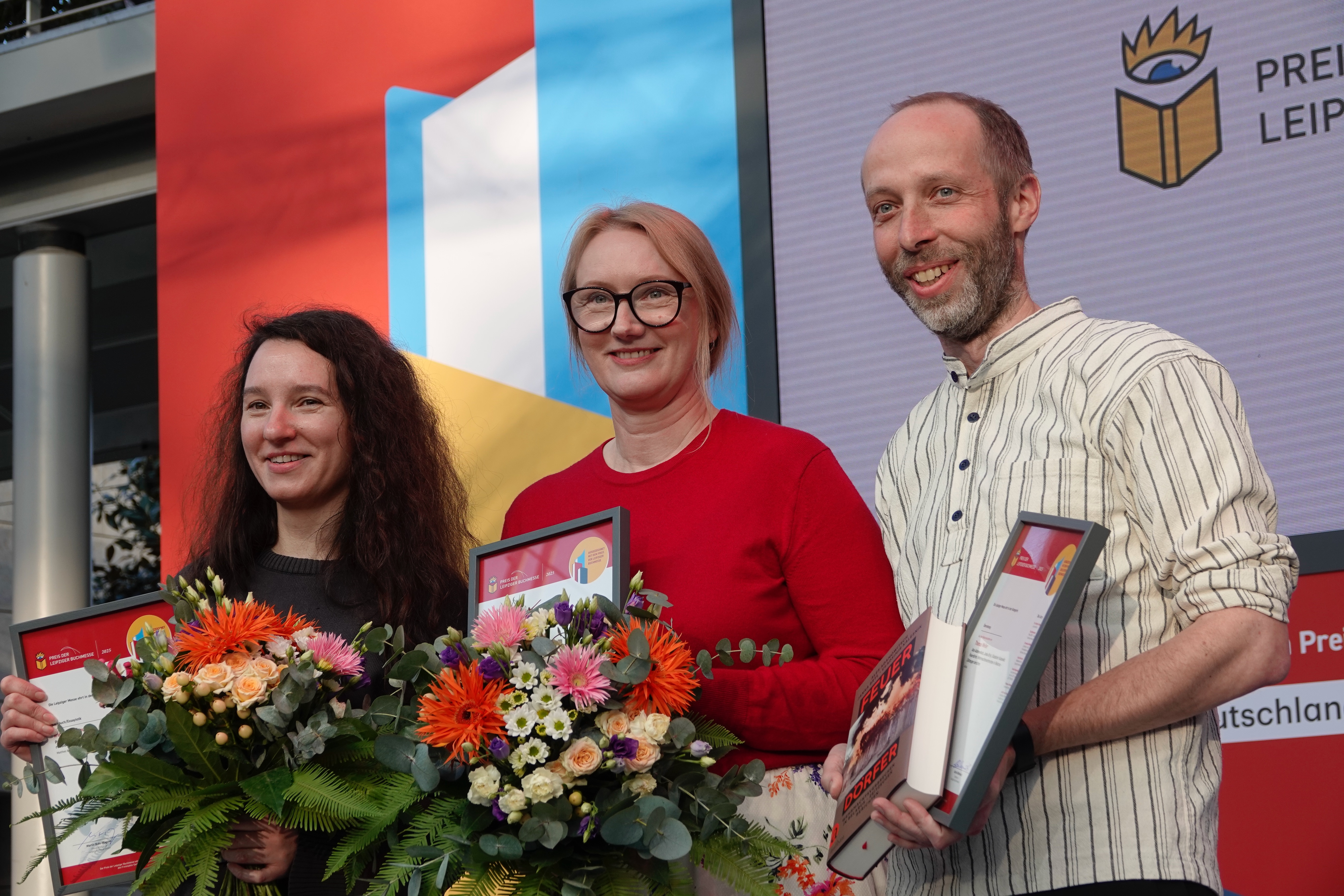
Gewinner des Preises der Leipziger Buchmesse 2025: v. l. Irina Rastorgueva (Sachbuch), Kristine Bilkau (Belletristik), Thomas Weiler (Übersetzung)

Der Preis der Leipziger Buchmesse ist ein Literaturpreis, der seit 2005 im Rahmen der Leipziger Buchmesse von der Leipziger Messe mit Unterstützung der Stadt Leipzig und des Freistaates Sachsen und in Zusammenarbeit mit dem Literarischen Colloquium Berlin verliehen wird.
Der Preis ehrt nicht, wie der ehemalige Deutsche Bücherpreis, bereits erfolgreiche Bücher, sondern Neuerscheinungen des letzten Einjahres-Zeitraums vor der jeweiligen Messe. Die Verleihung findet am ersten Messetag in der Glashalle des Leipziger Messegeländes statt. Der Jury gehören sieben Literaturkritiker und -fachleute an.

## Geschichte
Die am 17. März 2005 erstmals verliehene Auszeichnung ist der Nachfolgepreis des Deutschen Bücherpreises, der an derselben Stelle mit dem Börsenverein des Deutschen Buchhandels von 2002 bis 2004 vergeben wurde. Die Auszeichnung wird für Neuerscheinungen in den drei Kategorien „Belletristik“, „Sachbuch und Essayistik“ sowie „Übersetzung“ vergeben und ist in jeder Sparte mit 20.000 Euro dotiert (Stand: 2023). Eingereicht und prämiert wird je ein deutschsprachiges Werk, seine Autoren und ggf. seine Übersetzer sind folglich indirekt belobigt.
Nach der Absage der Buchmesse wegen der Coronavirus-Pandemie wurden die Preisträger im Jahr 2020 live im Hörfunk bekannt gegeben.
Im Jahr 2021 wurde der Preis aufgrund der fortbestehenden Pandemie am 28. Mai in der Kongresshalle am Zoo Leipzig vergeben. Die Nominierungen waren am 13. April bekannt gegeben worden.
2022, zum dritten Mal in Folge, wurde die Buchmesse erneut abgesagt. Die Preisverleihung wurde via Webstream veröffentlicht.

## Preisträger

### Belletristik

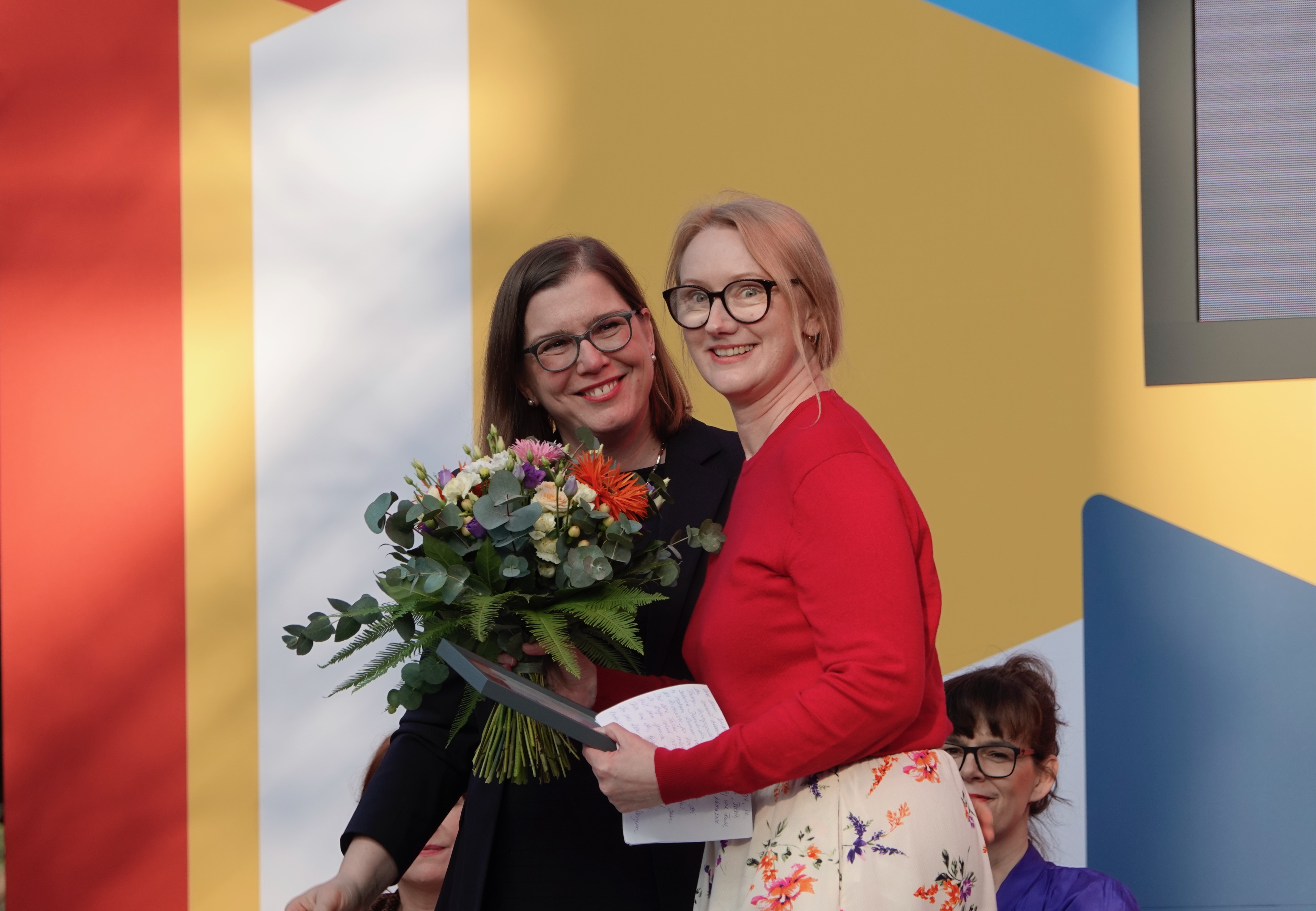
Preis der Leipziger Buchmesse (Belletristik) für Kristine Bilkau - überreicht von Skadi Jennicke (links)

| Jahr | Preisträger/-in       | Titel                                       | Verlag            |
| ---- | --------------------- | ------------------------------------------- | ----------------- |
| 2005 | Terézia Mora          | Alle Tage                                   | Luchterhand       |
| 2006 | Ilija Trojanow        | Der Weltensammler                           | Hanser            |
| 2007 | Ingo Schulze          | Handy. Dreizehn Geschichten in alter Manier | Berlin Verlag     |
| 2008 | Clemens Meyer         | Die Nacht, die Lichter                      | S. Fischer        |
| 2009 | Sibylle Lewitscharoff | Apostoloff                                  | Suhrkamp          |
| 2010 | Georg Klein           | Roman unserer Kindheit                      | Rowohlt           |
| 2011 | Clemens J. Setz       | Die Liebe zur Zeit des Mahlstädter Kindes   | Suhrkamp          |
| 2012 | Wolfgang Herrndorf    | Sand                                        | Rowohlt           |
| 2013 | David Wagner          | Leben                                       | Rowohlt           |
| 2014 | Saša Stanišić         | Vor dem Fest                                | Luchterhand       |
| 2015 | Jan Wagner            | Regentonnenvariationen. Gedichte            | Hanser            |
| 2016 | Guntram Vesper        | Frohburg                                    | Schöffling & Co.  |
| 2017 | Natascha Wodin        | Sie kam aus Mariupol                        | Rowohlt           |
| 2018 | Esther Kinsky         | Hain. Geländeroman                          | Suhrkamp          |
| 2019 | Anke Stelling         | Schäfchen im Trockenen                      | Verbrecher Verlag |
| 2020 | Lutz Seiler           | Stern 111                                   | Suhrkamp          |
| 2021 | Iris Hanika           | Echos Kammern                               | Droschl           |
| 2022 | Tomer Gardi           | Eine runde Sache                            | Droschl           |
| 2023 | Dinçer Güçyeter       | Unser Deutschlandmärchen                    | mikrotext         |
| 2024 | Barbi Marković        | Minihorror                                  | Residenz Verlag   |
| 2025 | Kristine Bilkau       | Halbinsel                                   | Luchterhand       |

### Sachbuch/Essayistik

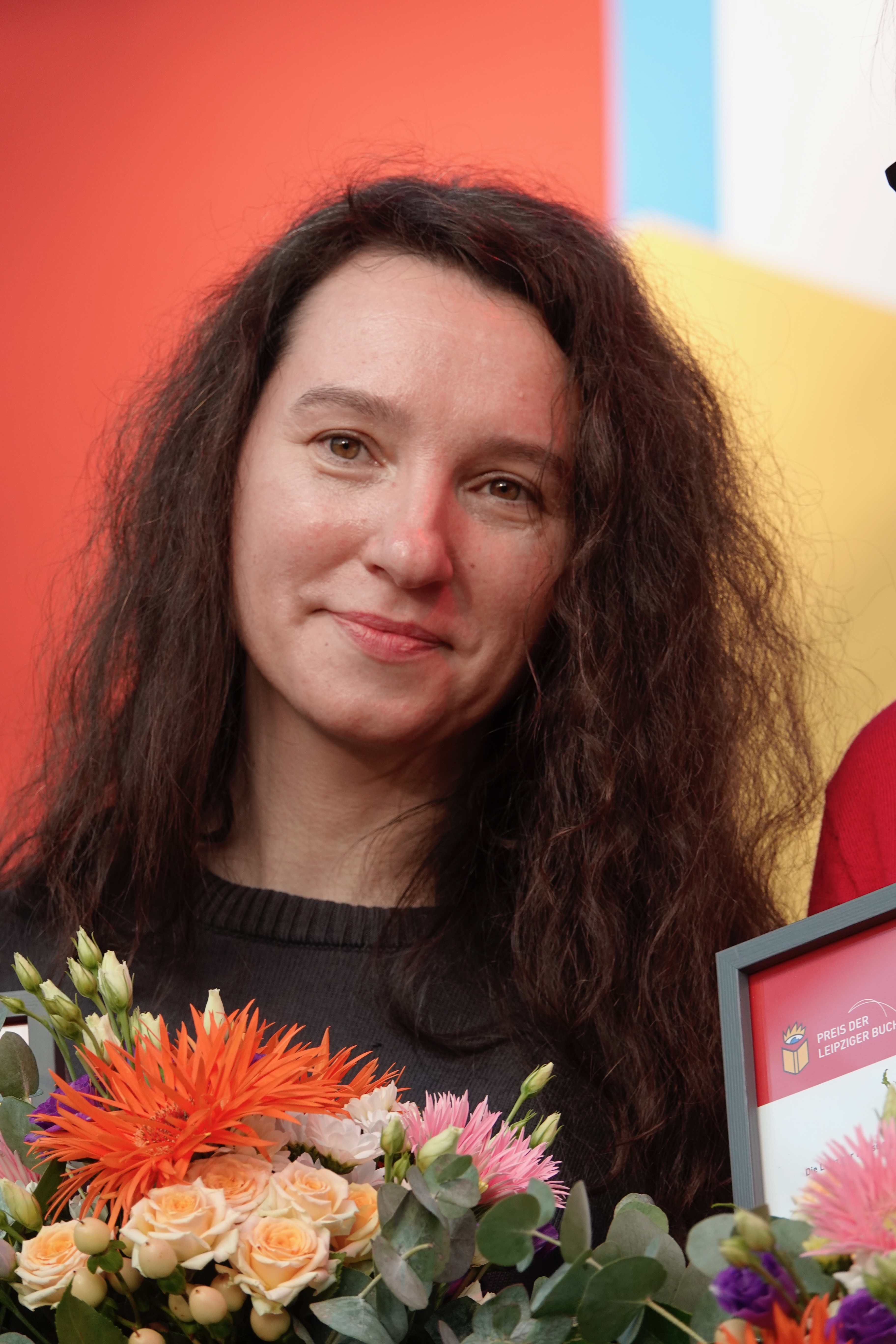
Irina Rastorgueva, Gewinnerin des Preises der Leipziger Buchmesse 2025, Kategorie Sachbuch

| Jahr | Preisträger/-in            | Titel                                                                             | Verlag                                                      |
| ---- | -------------------------- | --------------------------------------------------------------------------------- | ----------------------------------------------------------- |
| 2005 | Rüdiger Safranski          | Schiller oder Die Erfindung des deutschen Idealismus                              | Hanser                                                      |
| 2006 | Franz Schuh                | Schwere Vorwürfe, schmutzige Wäsche                                               | Zsolnay                                                     |
| 2007 | Saul Friedländer           | Die Jahre der Vernichtung. Das Dritte Reich und die Juden 1939–1945               | C.H.Beck                                                    |
| 2008 | Irina Liebmann             | Wäre es schön? Es wäre schön. Mein Vater Rudolf Herrnstadt                        | Berlin Verlag                                               |
| 2009 | Herfried Münkler           | Die Deutschen und ihre Mythen                                                     | Rowohlt                                                     |
| 2010 | Ulrich Raulff              | Kreis ohne Meister. Stefan Georges Nachleben. Eine abgründige Geschichte          | C.H.Beck                                                    |
| 2011 | Henning Ritter             | Notizhefte                                                                        | Berlin Verlag                                               |
| 2012 | Jörg Baberowski            | Verbrannte Erde. Stalins Herrschaft der Gewalt                                    | C.H.Beck                                                    |
| 2013 | Helmut Böttiger            | Die Gruppe 47. Als die deutsche Literatur Geschichte schrieb                      | Deutsche Verlags-Anstalt                                    |
| 2014 | Helmut Lethen              | Der Schatten des Fotografen                                                       | Rowohlt                                                     |
| 2015 | Philipp Ther               | Die neue Ordnung auf dem alten Kontinent. Eine Geschichte des neoliberalen Europa | Suhrkamp                                                    |
| 2016 | Jürgen Goldstein           | Georg Forster. Zwischen Freiheit und Naturgewalt                                  | Matthes & Seitz                                             |
| 2017 | Barbara Stollberg-Rilinger | Maria Theresia. Die Kaiserin in ihrer Zeit                                        | C.H.Beck                                                    |
| 2018 | Karl Schlögel              | Das sowjetische Jahrhundert. Archäologie einer untergegangenen Welt               | Edition der Carl Friedrich von Siemens Stiftung, C. H. Beck |
| 2019 | Harald Jähner              | Wolfszeit. Deutschland und die Deutschen 1945–1955                                | Rowohlt Berlin                                              |
| 2020 | Bettina Hitzer             | Krebs fühlen – Eine Emotionsgeschichte des 20. Jahrhunderts                       | Klett-Cotta                                                 |
| 2021 | Heike Behrend              | Menschwerdung eines Affen                                                         | Matthes & Seitz                                             |
| 2022 | Uljana Wolf                | Etymologischer Gossip. Essays und Reden                                           | kookbooks                                                   |
| 2023 | Regina Scheer              | Bittere Brunnen. Hertha Gordon-Walcher und der Traum von der Revolution           | Penguin Verlag                                              |
| 2024 | Tom Holert                 | ca. 1972 Gewalt – Umwelt – Identität – Methode                                    | Spector Books                                               |
| 2025 | Irina Rastorgueva          | Pop-up-Propaganda. Epikrise der russischen Selbstvergiftung                       | Matthes & Seitz                                             |

### Übersetzung

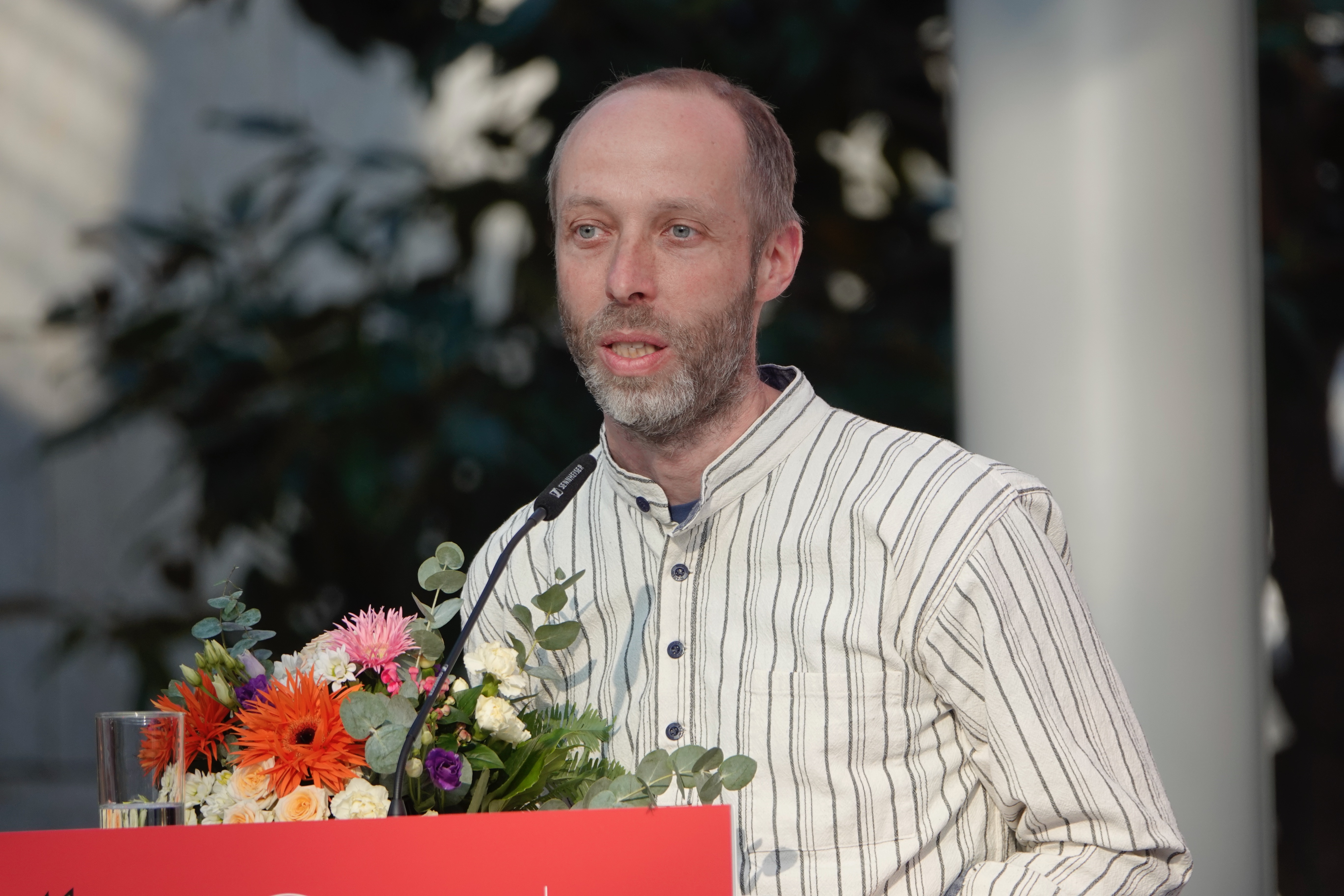
Thomas Weiler, Preisträger 2025 in der Kategorie Übersetzung, bei der Dankesrede

| Jahr | Preisträger/-in          | Übersetztes Werk (Autor)                                                                                               | Sprache        | Verlag                 |
| ---- | ------------------------ | --- | -------------- | ---------------------- |
| 2005 | Thomas Eichhorn          | Fredy Neptune (Les Murray)                                                                                             | Englisch       | Ammann                 |
| 2006 | Ragni Maria Gschwend     | Aufbrüche (Antonio Moresco)                                                                                            | Italienisch    | Ammann                 |
| 2007 | Swetlana Geier           | Ein grüner Junge (Fjodor Dostojewski)                                                                                  | Russisch       | Ammann                 |
| 2008 | Fritz Vogelgsang         | Roman vom Weißen Ritter Tirant lo Blanc (Joanot Martorell)                                                             | Altkatalanisch | S. Fischer             |
| 2009 | Eike Schönfeld           | Humboldts Vermächtnis (Saul Bellow)                                                                                    | Englisch       | Kiepenheuer & Witsch   |
| 2010 | Ulrich Blumenbach        | Unendlicher Spaß (David Foster Wallace)                                                                                | Englisch       | Kiepenheuer & Witsch   |
| 2011 | Barbara Conrad           | Krieg und Frieden (Lew Tolstoi)                                                                                        | Russisch       | Hanser                 |
| 2012 | Christina Viragh         | Parallelgeschichten (Péter Nádas)                                                                                      | Ungarisch      | Rowohlt                |
| 2013 | Eva Hesse                | Die Cantos (Ezra Pound)                                                                                                | Englisch       | Arche Literatur Verlag |
| 2014 | Robin Detje              | Europe Central (William T. Vollmann)                                                                                   | Englisch       | Suhrkamp               |
| 2015 | Mirjam Pressler          | Judas (Amos Oz) | Hebräisch      | Suhrkamp               |
| 2016 | Brigitte Döbert          | Die Tutoren (Bora Ćosić)                                                                                               | Serbisch       | Schöffling & Co.       |
| 2017 | Eva Lüdi Kong            | Die Reise in den Westen (Anonymus)                                                                                     | Chinesisch     | Reclam                 |
| 2018 | Sabine Stöhr Juri Durkot | Internat (Serhij Schadan)                                                                                              | Ukrainisch     | Suhrkamp               |
| 2019 | Eva Ruth Wemme           | Verlorener Morgen (Gabriela Adameșteanu)                                                                               | Rumänisch      | Die Andere Bibliothek  |
| 2020 | Pieke Biermann           | Oreo (Fran Ross) | Englisch       | dtv                    |
| 2021 | Timea Tankó              | Apropos Casanova. Das Brevier des Heiligen Orpheus (Miklós Szentkuthy)                                                 | Ungarisch      | Die Andere Bibliothek  |
| 2022 | Anne Weber               | Nevermore (Cécile Wajsbrot)                                                                                            | Französisch    | Wallstein Verlag       |
| 2023 | Johanna Schwering        | Die Cousinen (Aurora Venturini)                                                                                        | Spanisch       | dtv                    |
| 2024 | Ki-Hyang Lee             | Der Fluch des Hasen (Bora Chung)                                                                                       | Koreanisch     | CulturBooks            |
| 2025 | Thomas Weiler            | Feuerdörfer. Wehrmachtsverbrechen in Belarus – Zeitzeugen berichten (Ales Adamowitsch, Janka Bryl, Uladsimir Kalesnik) | Belarussisch   | Aufbau                 |

## Jury

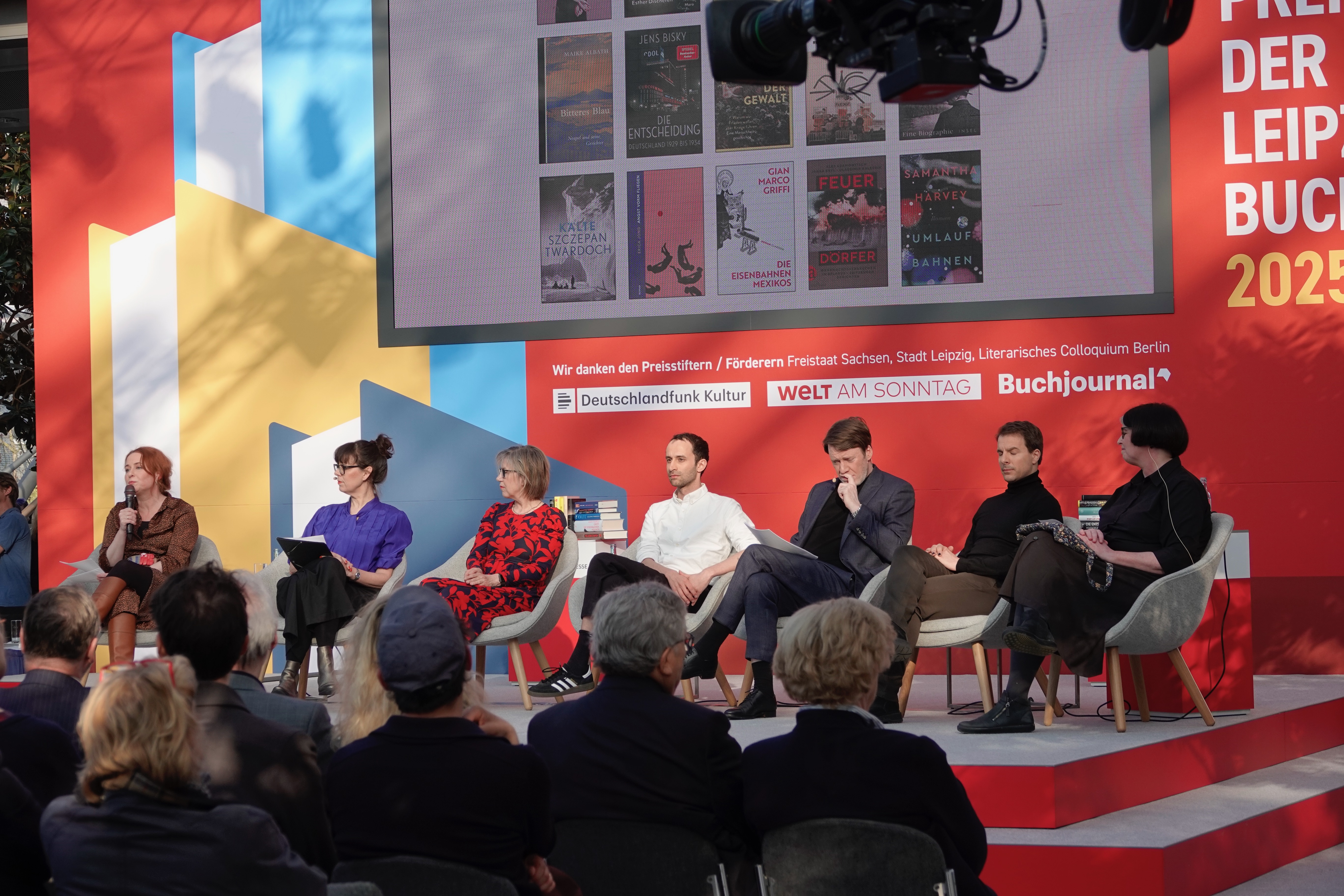
Jury des Preises der Leipziger Buchmesse 2025

Über die Preisträger entscheidet jährlich eine siebenköpfige Jury, die sich aus Literaturkritikern, Journalisten oder Literaturwissenschaftlern zusammensetzt. Der Juryvorsitz wechselt alle drei Jahre. Auch die regulären Jurymitglieder wurden in der Vergangenheit nie länger als drei Jahre in Folge berufen. Bisher am häufigsten wurde die Literaturkritikerin Kristina Maidt-Zinke (Jurymitglied 2008–2010, Juryvorsitz 2016–2018) in die Jury berufen.
| Jahr       | Juryvorsitz                                   | Weitere Jurymitglieder                                       |
| ---------- | --------------------------------------------- | ------------------------------------------------------------ |
| 2005– 2006 | Martin Lüdke (SWR)                            | Franziska Augstein (SZ)                                      |
| 2005– 2006 | Martin Lüdke (SWR)                            | Richard Kämmerlings (FAZ)                                    |
| 2005– 2006 | Martin Lüdke (SWR)                            | Andrea Köhler (NZZ)                                          |
| 2005– 2006 | Martin Lüdke (SWR)                            | Sigrid Löffler (Literaturen)                                 |
| 2005– 2006 | Martin Lüdke (SWR)                            | Norbert Miller (TU Berlin)                                   |
| 2005– 2006 | Martin Lüdke (SWR)                            | Klaus Reichelt (MDR)                                         |
| 2007       | Martin Lüdke (SWR)                            | Franziska Augstein (SZ)                                      |
| 2007       | Martin Lüdke (SWR)                            | Ulrich Greiner (Die Zeit)                                    |
| 2007       | Martin Lüdke (SWR)                            | Michael Hametner (MDR)                                       |
| 2007       | Martin Lüdke (SWR)                            | Richard Kämmerlings (FAZ)                                    |
| 2007       | Martin Lüdke (SWR)                            | Sigrid Löffler (Literaturen)                                 |
| 2007       | Martin Lüdke (SWR)                            | Uwe Justus Wenzel (NZZ)                                      |
| 2008– 2009 | Ulrich Greiner (Die Zeit)                     | Michael Hametner (MDR)                                       |
| 2008– 2009 | Ulrich Greiner (Die Zeit)                     | Ina Hartwig (FR)                                             |
| 2008– 2009 | Ulrich Greiner (Die Zeit)                     | Elmar Krekeler (Die Welt)                                    |
| 2008– 2009 | Ulrich Greiner (Die Zeit)                     | Kristina Maidt-Zinke (SZ)                                    |
| 2008– 2009 | Ulrich Greiner (Die Zeit)                     | Volker Weidermann (FAS)                                      |
| 2008– 2009 | Ulrich Greiner (Die Zeit)                     | Uwe Justus Wenzel (NZZ)                                      |
| 2010       | Verena Auffermann (freie Literaturkritikerin) | Jens Bisky (SZ)                                              |
| 2010       | Verena Auffermann (freie Literaturkritikerin) | Ina Hartwig (FR)                                             |
| 2010       | Verena Auffermann (freie Literaturkritikerin) | Elmar Krekeler (Die Welt)                                    |
| 2010       | Verena Auffermann (freie Literaturkritikerin) | Kristina Maidt-Zinke (SZ)                                    |
| 2010       | Verena Auffermann (freie Literaturkritikerin) | Adam Soboczynski (Die Zeit)                                  |
| 2010       | Verena Auffermann (freie Literaturkritikerin) | Volker Weidermann (FAS)                                      |
| 2011– 2012 | Verena Auffermann (freie Literaturkritikerin) | Johanna Adorján (FAZ)                                        |
| 2011– 2012 | Verena Auffermann (freie Literaturkritikerin) | Jens Bisky (SZ)                                              |
| 2011– 2012 | Verena Auffermann (freie Literaturkritikerin) | Martin Ebel (TA, Zürich)                                     |
| 2011– 2012 | Verena Auffermann (freie Literaturkritikerin) | Eberhard Falcke (freier Literaturkritiker)                   |
| 2011– 2012 | Verena Auffermann (freie Literaturkritikerin) | Ingeborg Harms (freie Literaturkritikerin)                   |
| 2011– 2012 | Verena Auffermann (freie Literaturkritikerin) | Adam Soboczynski (Die Zeit)                                  |
| 2013       | Hubert Winkels (DLF/Die Zeit)                 | René Aguigah (DLR Kultur)                                    |
| 2013       | Hubert Winkels (DLF/Die Zeit)                 | Martin Ebel (TA, Zürich)                                     |
| 2013       | Hubert Winkels (DLF/Die Zeit)                 | Eberhard Falcke (freier Literaturkritiker)                   |
| 2013       | Hubert Winkels (DLF/Die Zeit)                 | Ursula März (freie Literaturkritikerin)                      |
| 2013       | Hubert Winkels (DLF/Die Zeit)                 | Lothar Müller (SZ)                                           |
| 2013       | Hubert Winkels (DLF/Die Zeit)                 | Daniela Strigl (Universität Wien)                            |
| 2014       | Hubert Winkels (DLF, Die Zeit)                | René Aguigah (DLR Kultur)                                    |
| 2014       | Hubert Winkels (DLF, Die Zeit)                | Sandra Kegel (FAZ)                                           |
| 2014       | Hubert Winkels (DLF, Die Zeit)                | Dirk Knipphals (taz)                                         |
| 2014       | Hubert Winkels (DLF, Die Zeit)                | Ursula März (freie Literaturkritikerin)                      |
| 2014       | Hubert Winkels (DLF, Die Zeit)                | Lothar Müller (SZ)                                           |
| 2014       | Hubert Winkels (DLF, Die Zeit)                | Daniela Strigl (Universität Wien)                            |
| 2015       | Hubert Winkels (DLF, Die Zeit)                | René Aguigah (DLR Kultur)                                    |
| 2015       | Hubert Winkels (DLF, Die Zeit)                | Meike Feßmann (SZ, Der Tagesspiegel, DLR Kultur/DLF)         |
| 2015       | Hubert Winkels (DLF, Die Zeit)                | Sandra Kegel (FAZ)                                           |
| 2015       | Hubert Winkels (DLF, Die Zeit)                | Dirk Knipphals (taz)                                         |
| 2015       | Hubert Winkels (DLF, Die Zeit)                | Lothar Müller (SZ)                                           |
| 2015       | Hubert Winkels (DLF, Die Zeit)                | Daniela Strigl (Universität Wien)                            |
| 2016       | Kristina Maidt-Zinke (SZ, Die Zeit)           | Maike Albath (DLF/DLR Kultur, NZZ, Der Tagesspiegel, FR, SZ) |
| 2016       | Kristina Maidt-Zinke (SZ, Die Zeit)           | Alexander Camann (Die Zeit)                                  |
| 2016       | Kristina Maidt-Zinke (SZ, Die Zeit)           | Meike Feßmann (SZ, Der Tagesspiegel, DLR Kultur/DLF)         |
| 2016       | Kristina Maidt-Zinke (SZ, Die Zeit)           | Sandra Kegel (FAZ)                                           |
| 2016       | Kristina Maidt-Zinke (SZ, Die Zeit)           | Dirk Knipphals (taz)                                         |
| 2016       | Kristina Maidt-Zinke (SZ, Die Zeit)           | Burkhard Müller (FAZ, BLZ, SZ)                               |
| 2017       | Kristina Maidt-Zinke (SZ, Die Zeit)           | Maike Albath (DLF/DLR Kultur, NZZ, Der Tagesspiegel, FR, SZ) |
| 2017       | Kristina Maidt-Zinke (SZ, Die Zeit)           | Alexander Camann (Die Zeit)                                  |
| 2017       | Kristina Maidt-Zinke (SZ, Die Zeit)           | Gregor Dotzauer (Der Tagesspiegel)                           |
| 2017       | Kristina Maidt-Zinke (SZ, Die Zeit)           | Meike Feßmann (SZ, Der Tagesspiegel, DLR Kultur/DLF)         |
| 2017       | Kristina Maidt-Zinke (SZ, Die Zeit)           | Burkhard Müller (FAZ, BLZ, SZ)                               |
| 2017       | Kristina Maidt-Zinke (SZ, Die Zeit)           | Jutta Person (Philosophie Magazin)                           |
| 2018       | Kristina Maidt-Zinke (SZ, Die Zeit)           | Maike Albath (DLF/DLR Kultur, NZZ, Der Tagesspiegel, FR, SZ) |
| 2018       | Kristina Maidt-Zinke (SZ, Die Zeit)           | Alexander Camann (Die Zeit)                                  |
| 2018       | Kristina Maidt-Zinke (SZ, Die Zeit)           | Gregor Dotzauer (Der Tagesspiegel)                           |
| 2018       | Kristina Maidt-Zinke (SZ, Die Zeit)           | Burkhard Müller (FAZ, BLZ, SZ)                               |
| 2018       | Kristina Maidt-Zinke (SZ, Die Zeit)           | Jutta Person (Philosophie Magazin)                           |
| 2018       | Kristina Maidt-Zinke (SZ, Die Zeit)           | Wiebke Porombka (FAZ, Zeit)                                  |
| 2019       | Jens Bisky (Süddeutsche Zeitung)              | Gregor Dotzauer (Der Tagesspiegel)                           |
| 2019       | Jens Bisky (Süddeutsche Zeitung)              | Tobias Lehmkuhl (freier Literaturkritiker)                   |
| 2019       | Jens Bisky (Süddeutsche Zeitung)              | Wiebke Porombka (freie Literaturkritikerin)                  |
| 2019       | Jens Bisky (Süddeutsche Zeitung)              | Marc Reichwein (FAZ, BLZ, SZ)                                |
| 2019       | Jens Bisky (Süddeutsche Zeitung)              | Elke Schmitter (Der Spiegel)                                 |
| 2019       | Jens Bisky (Süddeutsche Zeitung)              | Katrin Schumacher (MDR, 3Sat)                                |
| 2020       | Jens Bisky (Süddeutsche Zeitung)              | Katharina Herrmann (Autorin und Bloggerin)                   |
| 2020       | Jens Bisky (Süddeutsche Zeitung)              | Tobias Lehmkuhl (freier Literaturkritiker)                   |
| 2020       | Jens Bisky (Süddeutsche Zeitung)              | Wiebke Porombka (Deutschlandradio)                           |
| 2020       | Jens Bisky (Süddeutsche Zeitung)              | Marc Reichwein (Literarische Welt)                           |
| 2020       | Jens Bisky (Süddeutsche Zeitung)              | Katrin Schumacher (MDR, 3Sat)                                |
| 2020       | Jens Bisky (Süddeutsche Zeitung)              | Katharina Teutsch (freie Literaturkritikerin)                |
| 2021       | Jens Bisky (Journalist)                       | Anne-Dore Krohn (rbbKultur)                                  |
| 2021       | Jens Bisky (Journalist)                       | Tobias Lehmkuhl (freier Literaturkritiker)                   |
| 2021       | Jens Bisky (Journalist)                       | Andreas Platthaus (FAZ)                                      |
| 2021       | Jens Bisky (Journalist)                       | Marc Reichwein (Literarische Welt)                           |
| 2021       | Jens Bisky (Journalist)                       | Katrin Schumacher (MDR, 3Sat)                                |
| 2021       | Jens Bisky (Journalist)                       | Katharina Teutsch (freie Literaturkritikerin)                |
| 2022       | Insa Wilke (Literaturkritikerin)              | Anne-Dore Krohn (rbbKultur)                                  |
| 2022       | Insa Wilke (Literaturkritikerin)              | Moritz Baßler (Literaturwissenschaftler)                     |
| 2022       | Insa Wilke (Literaturkritikerin)              | Andreas Platthaus (FAZ)                                      |
| 2022       | Insa Wilke (Literaturkritikerin)              | Miryam Schellbach (Literaturkritikerin)                      |
| 2022       | Insa Wilke (Literaturkritikerin)              | Shirin Sojitrawalla (Literatur- und Theaterkritikerin)       |
| 2022       | Insa Wilke (Literaturkritikerin)              | Katharina Teutsch (freie Literaturkritikerin)                |
| 2023       | Insa Wilke (Literaturkritikerin)              | Anne-Dore Krohn (rbbKultur)                                  |
| 2023       | Insa Wilke (Literaturkritikerin)              | Moritz Baßler (Literaturwissenschaftler)                     |
| 2023       | Insa Wilke (Literaturkritikerin)              | Andreas Platthaus (FAZ)                                      |
| 2023       | Insa Wilke (Literaturkritikerin)              | Cornelia Geißler (Literaturredakteurin)                      |
| 2023       | Insa Wilke (Literaturkritikerin)              | Shirin Sojitrawalla (Literatur- und Theaterkritikerin)       |
| 2023       | Insa Wilke (Literaturkritikerin)              | Maryam Aras (freie Literaturkritikerin)                      |
| 2024       | Insa Wilke (Literaturkritikerin)              | David Hugendick (Die Zeit)                                   |
| 2024       | Insa Wilke (Literaturkritikerin)              | Moritz Baßler (Literaturwissenschaftler)                     |
| 2024       | Insa Wilke (Literaturkritikerin)              | Marie Schmidt (SZ)                                           |
| 2024       | Insa Wilke (Literaturkritikerin)              | Cornelia Geißler (Literaturredakteurin)                      |
| 2024       | Insa Wilke (Literaturkritikerin)              | Shirin Sojitrawalla (Literatur- und Theaterkritikerin)       |
| 2024       | Insa Wilke (Literaturkritikerin)              | Maryam Aras (freie Literaturkritikerin)                      |
| 2025       | Katrin Schumacher (Literaturkritikerin)       | David Hugendick (Die Zeit)                                   |
| 2025       | Katrin Schumacher (Literaturkritikerin)       | Zita Bereuter (Moderatorin)                                  |
| 2025       | Katrin Schumacher (Literaturkritikerin)       | Kais Harrabi (Deutschlandfunk Kultur)                        |
| 2025       | Katrin Schumacher (Literaturkritikerin)       | Cornelia Geißler (Literaturredakteurin)                      |
| 2025       | Katrin Schumacher (Literaturkritikerin)       | Thomas Hummitzsch (freier Journalist)                        |
| 2025       | Katrin Schumacher (Literaturkritikerin)       | Judith von Sternburg (Frankfurter Rundschau)                 |